# Pierre de Monte

Pierre de Monte
Kupferstich um 1725

Großmeisterwappen von Pierre de Monte

Pietro del Monte, französisch auch Pierre de Monte (* 1499 in Italien; † 26. Januar 1572 in Valletta, Malta), war vom 23. August 1568 bis zu seinem Tod der 50. Großmeister des Malteserordens.
Sein Familienname war eigentlich Guidalotti, jedoch nahm er im Rahmen des Pontifikats seines Onkels, Papst Julius III. (Giovanni Maria Ciocchi del Monte San Savino), dessen Nachnamen an.
Vor seiner Wahl zum Großmeister war er Ordensbruder in Capua.